# Yorick van Wageningen
Yorick van Wageningen, né le 16 avril 1964 à Baarn, est un acteur néerlandais.

## Carrière
Entre les années 1990 et 2000, Yorick van Wageningen s'est fait remarquer dans plusieurs pièces de théâtre, films et séries télévisées néerlandais. Il est alors sollicité par Hollywood pour tourner dans Minority Report de Steven Spielberg en 2002. Mais en raison de problèmes avec son visa, l'acteur est incapable de travailler sur le film aux États-Unis. 
Cela ne l'empêche pas de tourner pour le cinéma américain. En 2004, il interprète The Guv dans Les Chroniques de Riddick de David Twohy. Terrence Malick le fait jouer dans Le Nouveau Monde en 2005 et David Fincher le fait apparaître dans Millénium : Les Hommes qui n'aimaient pas les femmes en 2011.
Yorick van Wageningen, qui vit désormais aux États-Unis, continue toujours son travail d'acteur aux Pays-Bas. En 2008, il joue dans Winter in Wartime de Martin Koolhoven et continue de rester actif à la télévision néerlandaise. 

## Filmographie

### Au cinéma
Longs métrages
- 1989 : Wilde harten de Jindra Markus : Un complice
- 1993 : Angie de Martin Lagestee : Kick
- 2000 : Total Loss de Dana Nechushtan : Le roi Kloprogge
- 2001 : Soul Assassin de Laurence Malkin : L'inspecteur local
- 2001 : Minä ja Morrison de Lenka Hellstedt : Jan
- 2002 : Simon: An English Legionnaire de Martin Huberty : Schreiber
- 2003 : The Tulse Luper Suitcases, Part 1: The Moab Story de Peter Greenaway : Julian Lephrenic
- 2003 : Sans frontière (Beyond Borders) de Martin Campbell : Steiger
- 2004 : Les Chroniques de Riddick (The Chronicles of Riddick) de David Twohy : The Guv
- 2005 : A Life in Suitcases de Peter Greenaway : Julian Lephrenic
- 2005 : Le Nouveau Monde (The New World) de Terrence Malick : Le capitaine Argall
- 2007 : The Blue Hour de Eric Nazarian : Avo
- 2008 : Winter in Wartime (Oorlogswinter) de Martin Koolhoven : Oom Ben
- 2010 : The Way, La route ensemble (The Way) de Emilio Estevez : Joost
- 2011 : Millénium : Les Hommes qui n'aimaient pas les femmes (The Girl with the Dragon Tattoo) de David Fincher : Nils Bjurman
- 2013 : De Wederopstanding van een Klootzak de Guido van Driel : Ronnie
- 2013 : 47 Ronin de Carl Erik Rinsch : Kapitan
- 2014 : Last Summer de Leonardo Guerra Seràgnoli : Alex
- 2015 : Hacker (Blackhat) de Michael Mann : Sadak
- 2017 : Papillon de Michael Noer : le directeur de la prison

Courts métrages
- 1998 : Iedereen kent Suus de Sander Francken
- 2011 : U & Eye de Vito de Haas : Upholsterer
- 2015 : Broker de David-Jan Bronsgeest : Our Man

### À la télévision
Séries télévisées
- 1989 : Spijkerhoek, 9 épisodes : Ruud de Lange
- 1990 : Vrienden voor het leven, saison 1, épisode 3 : Gerard
- 1990 : Goede tijden, slechte tijden, 9 épisodes : Ben Veerman
- 1993 : Oppassen!!!, saison 4, épisode 2 : Robbie de Wit
- 1995 : 20 plus : Julian
- 1996 : Zonder Ernst, saison 4, épisode 1
- 1997 : 12 steden, 13 ongelukken, saison 8, épisode 12 : David Zomer
- 2009 : Flow, saison 1, épisode du 27 janvier : Lucien Kortrijk
- 2010 : De Troon, 6 épisodes : Willem I.

Téléfilms
- 1998 : Frenchman's Creek de Ferdinand Fairfax : Van Basten
- 2006 : The Commander: Blacklight de Tristram Powell : Van Hauten
- 2007 : The Commander: The Fraudster de David Caffrey : Van Hauten